# طوني صاصي
طوني صاصي ممثل ومدبلج  لبناني.

## أعماله

### المسلسلات
- مسلسل جنكيز خان

## روابط خارجية
- طوني صاصي على موقع قاعدة بيانات الأفلام العربية